# 2253 Espinette
2253 Espinette (1932 PB) é um asteroide cruzador de Marte. Esse corpo celeste tem uma magnitude absoluta de 12,7.

## Descoberta
2253 Espinette foi descoberto em 30 de julho de 1932 pelo astrônomo George Van Biesbroeck através do Observatório Yerkes.

## Características orbitais
A órbita de 2253 Espinette tem uma excentricidade de 0,2775538 e possui um semieixo maior de 2,2837696 UA. O seu periélio leva o mesmo a uma distância de 1,6501757 UA em relação ao Sol e seu afélio a 2,9187623 UA.